# أستيروسيكا
إن الأستيروسيكا جنس يرجع تاريخه إلى العصر البرمي. النباتات الوعائية هي نباتات عديمة البذور (السراخس) وتتكاثر عن طريق الأبواغ. وأوراقها من النوع السعفي. وهي تنمو في الأماكن الرطبة والمستنقعات.

## الموقع
لقد وجدت في البرازيل حفريات لأنواع غير محددة من جنس الأستيروسيكا على النتوء الصخري مورو باباليو في مدينة ماريانا بيمينتل. وكانت في الحديقة الجيولوجية باليوروتا في التكوين الجيولوجي ريو بونتو ويرجع تاريخها إلي المرحلة السكمارية من العصر البرمي.